# Anais Botanicos do Herbário "Barbosa Rodrigues"
Anais Botanicos do Herbário "Barbosa Rodrigues" (abreviado Anais Bot. Herb. "Barbosa Rodrigues) fue una revista científica con ilustraciones y descripciones botánicas que fue publicada en Brasil desde 1949 hasta 1953. Fue reemplazada por Sellowia.